# Утреландия
„Утреландия“ (на английски: Tomorrowland) е американски филм на режисьора Брад Бърд. В главните роли са Джордж Клуни и Брит Робъртсън, а Хю Лори е в ролята на злодея. Премиерата първоначално е обявена за 12 декември 2014 г., но впоследствие е отсрочена за 22 май 2015 г.

## Актьорски състав
| Актьор            | Роля            |
| ----------------- | --------------- |
| Джордж Клуни      | Франк Уокър     |
| Хю Лори           | Дейвид Никс     |
| Брит Робъртсън    | Кейси Нютън     |
| Рафи Касиди       | Атина           |
| Тим Макгроу       | Еди Нютън       |
| Катрин Хан        | Урсула          |
| Кийгън-Майкъл Кий | Хюго            |
| Крис Бауер        | бащата на Франк |
| Пиърс Гагнън      | Нейт Нютън      |
| Джуди Гриър       | Джени Нютън     |

## Заснемане
Снимките започват на 19 август 2013 г. във Ванкувър и приключат на 15 януари 2014 г. През февруари 2014 г. са заснети сцени в Дисниленд в Калифорния.

## Български дублажи
| Озвучаващи артисти  | Елена Бойчева Ася Рачева Явор Караиванов Светломир Радев Росен Русев |
| Тонрежисьор         | Мая Зарчева                                                          |
| Режисьор на дублажа | Йоанна Микова                                                        |

| Озвучаващи артисти  | Таня Димитрова Петя Абаджиева Йорданка Илова Ивайло Велчев Силви Стоицов Светозар Кокаланов |
| Преводач            | Ирина Ценкова                                                                               |
| Тонрежисьор         | Цветомир Цветков                                                                            |
| Режисьор на дублажа | Димитър Кръстев                                                                             |